# Comprachicos
A Comprachicos (más néven Comprapequeños) egy spanyol neologizmus, amelynek a magyarban legjobban a gyerekkereskedők szó adja vissza a jelentését. A fogalom előfordul Victor Hugo A nevető ember című regényében, ahol egy vidéki banda, a Comprachicosok fejlődésben lévő gyerekek fizikai átformálására specializálódtak. A legelterjedtebb metódusok a csontok erőszakos deformálása, a szemhéjak bemetszése, a mosoly groteszk vigyorrá való eltorzítása. Az így létrejövő emberi szörnyetegek mutatványosként, esetleg szemfényvesztőként élhetik életüket.

## Történelmi utalások
A szó talán egyetlen előfordulási helye Victor Hugo A nevető ember című regényében található, amely egy megcsonkított arisztokrata kisfiú hányattatásait meséli el. A könyv elején Hugo a következőket írja a Comprachicosokról:
„A comprachicok vagy comprapequenók egy különös és iszonyú szövetség tagjai voltak, hírhedtek a tizenhetedik században, feledésbe merültek a tizennyolcadikban és ma már ismeretlenek. A comprachicok, éppúgy, mint az „örökösödési pör”, régi, jellegzetes társadalmi jelenség. Részei az ősemberi rútságnak. Nagy látókörű, a történelem összességét átfogó tekintet számára a comprachicok a rabszolgaság mérhetetlen területéhez tartoznak. A testvérei által eladott József esete egy fejezete az ő legendájuknak. A comprachicok nyomokat hagytak Spanyolország és Anglia bűnfenyitő törvénykezésében”

## Napjainkban
A fogalom történeti hátterét elemzi  egy 18 oldalas cikk a Journal of the American Institute of Criminal Law and Criminology című kriminológiai szakfolyóiratban. Ayn Rand The Comprachicos címmel írt esszét. (A cikk témája a progresszív közoktatás, de Rand elmagyarázza a fogalom eredetét és jelentését, majd párhuzamot von a gyermekek testét eltorzító kora újkori bűnözők és a gyerekek elméjét eltorzító liberális pedagógusok között).
James Ellroy is említi őket a Fekete Dália című könyvében, valamint a Pendulum nevű ausztrál drum and bass együttes 2010-ben megjelent Immersion című albumán lévő Comprachicos című dal utal a manipulációra és az eltorzításra.